# Ron Howard
Ronald William Howard (Duncan, Oklahoma, 1954. március 1. –) kétszeres Oscar-, háromszoros Primetime Emmy-, valamint Golden Globe-díjas amerikai filmrendező, színész, forgatókönyvíró, producer.

## Élete és pályafutása
1954. március 1-én született, Rance Howard és Jean Speegle Howard gyermekeként.
Első szerepét 1955-ben (18 hónaposan) kapta a Frontier Woman westernfilmben. 1958-ban, négyévesen Yul Brynner Az utazás filmjében tűnt fel. 1960-1968 között a The Andy Griffith Show epizódjaiban szerepelt. 1969-ben kezdett el filmeket készíteni. A középiskola után két évig filmes tanulmányokat folytatott a Dél-kaliforniai Egyetemen, amit félbehagyott.
1973-ban szerepelt George Lucas első nagy sikerében, az American Graffiti-ben. 1976-ban Golden Globe-díjra jelölték, mint a legjobb színészt A mesterlövész című filmben nyújtott alakításáért. Ugyanebben az évben játszott az Eat My Dust! (1976) című filmben. 1982-ben az Éjszakai műszak című filmvígjátékot rendezte meg, majd az 1984-es Csobbanás egy csapásra felhívta rá a figyelmet. Következő mozija, a Gung Ho (1986) Michael Keatonnal nem aratott sikert, ahogy a George Lucas produceri vezényletével készült Willow is vegyes kritikákat kapott.  1989-ben a Vásott szülők, Steve Martinnal a főszerepben nagy sikernek bizonyult. A Lánglovagok (1991) című filmmel viszont ismét kudarcot vallott.
Az 1990-es években ő lett a kasszasikerek és igényes filmek egyik első számú készítője. Túl az Óperencián című, 1992-ben készült filmje a Tom Cruise és Nicole Kidman által alakított szereplők párkapcsolatát mutatta be. Az Apolló 13 című filmje 1995-ben a legmagasabb csúcsokat ostromolta. Olyan színész játszottak benne mint, Bill Paxton, Tom Hanks, Kevin Bacon, Gary Sinise, Ed Harris és Kathleen Quinlan. Ez a filmje több Oscar-jelölést kapott, de díjat nem sikerült szereznie. 1996-ban a Rene Russo és Mel Gibson által játszott házaspár gyermekének elrablására a fél világ kíváncsi volt a Váltságdíj című filmben.
2000-ben A Grincs Jim Carreyvel a főszerepben szintén sikeres lett.[forrás?] Napjaink egyik legjelentősebb rendezővé vált, az Egy csodálatos elme (2001) című filmjét Oscar-díjjal jutalmazták, köztük a legjobb rendező díjával.

## Magánélete
1975-ben vette feleségül Cheryl Alleyt, négy gyermekük született: a színész-rendező Bryce Dallas (1981. március 2.), Jocelyn Carlyle (1985), Paige Carlyle (1985) és Reed Cross Howard (1987).

## Filmjei

### Rendezőként
- Vidéki ballada az amerikai álomról (2020)
- Solo: Egy Star Wars-történet (2018)
- A Da Vinci kód (2006)
- Egy csodálatos elme (2001)
- A Grincs (2000)
- Váltságdíj (1996)
- Apolló 13 (1995)
- Lapzárta (1994)
- Túl az Óperencián (1992)
- Lánglovagok (1991)
- Willow (1988)
- Selyemgubó (1985)
- Csobbanás (1984)
- Éjszakai műszak (1982)

### Színészként
- Act of love (1980)
- American Graffiti 2. (1979)
- A mesterlövész (1976)
- Spikes bandája (1974)
- American Graffiti (1973)
- Eddie apja udvarol (1963)
- Andy Griffith Show (1960-1968)
- Az utazás (1959)

### Producerként
- Elcserélt életek (2008)
- Bajkeverő majom (2006)
- Mély torok mélyén (2005)
- Alamo - A 13 napos ostrom (2004)
- Felicity (1998)
- Három a nagylány (1997)

### Egyéb filmjei
- Inferno (2016) (rendező, producer)
- A tenger szívében (2015) (rendező, producer)
- Hajsza a győzelemért (2013) (rendező, producer)
- A dilemma (2011) (rendező, producer)
- Angyalok és démonok (2009) (rendező, producer)
- Frost/Nixon (2008) (rendező, producer)
- A Da Vinci-kód (2006) (rendező, producer)
- A remény bajnoka (2005) (rendező, producer)
- Az eltűntek (2003) (rendező, producer)
- Ozmózis Jones – A belügyi nyomozó (2001) (szinkronhang)
- Egy csodálatos elme (2001) (rendező, producer)
- A Grincs (2000) (rendező, producer)
- ED TV (1999) (rendező, producer)
- Túl az Óperencián (1992) (rendező, producer, forgatókönyvíró)
- Vásott szülők (1989) (rendező, forgatókönyvíró)
- Gung Ho (1986) (rendező, producer)
- A nagy autólopás (1977) (rendező, forgatókönyvíró)

## Magyarul
- Akiva Goldsman: A Da Vinci-kód. Illusztrált forgatókönyv. A film kulisszatitkai; előszó Dan Brown, Ron Howard, Brian Grazer, utószó John Calley; Gabo–Broadway Books, Bp.–New York, 2006

## Díjai
- Oscar-díj (2002)
- Szaturnusz-díj (1986)
- Emmy-díj (1998, 2004, 2024)
- Golden Globe-díj (1978)